# Crocallis triangularis
Crocallis triangularis är en fjärilsart som beskrevs av Barend J. Lempke 1970. Crocallis triangularis ingår i släktet Crocallis och familjen mätare. Inga underarter finns listade i Catalogue of Life.